# أمن-حتب (أمين الخزانة)

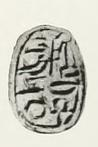
ختم جعران أمن-حتب

كان أمن-حتب أمين خزانة  في مصر القديمة وحامل خاتم ملكيًا معاصراً للأسرة الثالثة عشرة (حوالي عام 1750 قبل الميلاد)، حيث كانت مسؤولية أمانة الخزانة من أهم المناصب في ديوان مصر القديمة الملكي.
تم التعرف عليه بشكل رئيسي من مدفنه الموجود بجوار الهرم الأبيض والذي يخصّ الملك أمنمحات الثاني في دهشور. وقد وضعت غرفة دفنه بجوار غرفة دفن الملكة كم-نوب. و جدير بالذكر أن غرفة دفن أمن-حتب ما تزال تحتوي على أجزاء من تابوته الخشبي المنقوش و المزين بنصوص دينية لم يحدد معناها بشكل أكيد حتى الآن. كما تم التعرف عليه أيضًا من خلال الكثير من أختام الجعران. و يشير نمط الأختام وكذلك مستلزمات الدفن إلى أنه يعود تاريخياً إلى الأسرة الثالثة عشر وليس إلى فترة حكم الملك أمن-م-حات الثالث كما يُعتقد حتى الآن.